# Gary Ponting
Gary Ponting (* 17. Januar 1975) ist ein ehemaliger englischer Snookerspieler aus Bristol, der zwischen 1993 und 2002 Profispieler war. In dieser Zeit erreichte er das Halbfinale der Benson and Hedges Championship 1999 und dreimal ein Viertelfinale sowie Rang 49 der Snookerweltrangliste. Zweimal trat er auch als Poolbillardspieler in Erscheinung.

## Karriere
Ponting erreichte 1993 das Finale der Qualifikation für das Endspiel um die English Amateur Championship, unterlag aber Eddie Barker. Kurz danach begann er seine Profikarriere. Auch wenn er in seiner ersten Saison häufig in der Qualifikation ausschied, gelangen ihm einige gute Ergebnisse. Das wichtigste war die Hauptrundenteilnahme bei der Snookerweltmeisterschaft. Mit weiteren Hauptrundenteilnahmen in den nächsten zwei Saisons, darunter eine Achtelfinalteilnahme bei den International Open 1996, schaffte es Ponting, auf der Weltrangliste auf Platz 74 geführt zu werden. Zusätzlich zog er 1996 ins Endspiel der Pontins Autumn Open ein, wo er sich jedoch Matthew Couch geschlagen geben musste. Nachdem er in der nächsten Saison nur eine Hauptrunde eines Ranglistenturnieres erreicht hatte und sein bestes Ergebnis, der Einzug ins Viertelfinale der Benson and Hedges Championship, nicht für die Rangliste zählte, verschlechterte er sich auf Platz 85. Dadurch musste er seinen Profistatus verteidigen, was ihm im Rahmen der WPBSA Qualifying School auch gelang. Mit mehreren weiteren Hauptrundenteilnahmen während der anschließenden Saison, worunter auch eine Achtelfinalteilnahme bei der UK Championship war, verbesserte er sich wieder auf Platz 75.
In der Spielzeit 1998/99 gelangen Ponting weitere Hauptrundenteilnahmen, darunter auch wieder eine Achtelfinalteilnahme bei der UK Championship. Diese Erfolge führte ihn auf Rang 49 der Weltrangliste. In den anschließenden zwei Jahren feierte er weitere Erfolge: So gelang ihm mit dem Halbfinale der Benson and Hedges Championship 1999 das beste Ergebnis seiner Karriere, das allerdings keinen Einfluss auf die Weltrangliste hatte. Bei Weltranglistenturnieren gelangen ihm aber Teilnahmen am Achtelfinale (Scottish Open 2000) und am Viertelfinale (British Open 2000). Folglich konnte er für zwei Saisons sein Niveau auf der Weltrangliste in etwa halten. Doch eine schlechtere Saison 2001/02 ließ Ponting auf Platz 73 abrutschten, wodurch er seinen Profistatus verlor. Sein letztes Spiel auf Profiebene gab er – mittlerweile als Amateur – im Rahmen der WM-Qualifikation 2003; er verlor mit 1:10 gegen Manan Chandra. 2001 und 2002 nahm er an der WPA-9-Ball-Weltmeisterschaft teil, wobei er beide Male in der frühen Hauptrunde ausschied.

## Erfolge
| Ausgang         | Jahr | Turnier                              | Finalgegner   | Ergebnis |
| --------------- | ---- | ------------------------------------ | ------------- | -------- |
| Amateurturniere |      |                                      |               |          |
| Zweiter         | 1993 | English Amateur Championship – South | Eddie Barker  | 1:5      |
| Zweiter         | 1996 | Pontins Autumn Open                  | Matthew Couch | 4:5      |
| Profiturniere   |      |                                      |               |          |
| Sieger          | 1997 | WPBSA Qualifying School – Event 2    | Quinten Hann  | 5:3      |